# Lepopeltsi
Lepopetsi ou Lepopeci (en macédonien Лепопелци) est un village de l'est de la Macédoine du Nord, situé dans la municipalité de Tchéchinovo-Obléchévo. Le village comptait 17 habitants en 2002.

## Démographie
Lors du recensement de 2002, le village comptait :
- Macédoniens : 8
- Valaques : 9